# Krankenhaushygieniker
Ein Krankenhaushygieniker ist ein speziell weitergebildeter Arzt (Facharzt für Hygiene und Umweltmedizin und/oder Facharzt für Mikrobiologie, Virologie und Infektionsepidemiologie), der die Krankenhausleitung und das Personal in Hygienefragen berät. Im Freistaat Bayern hat das Bayerische Staatsministerium für Umwelt und Gesundheit in der Verordnung zur Hygiene und Infektionsprävention in medizinischen Einrichtungen (MedHygV) in der Fassung vom 1. Februar 2010 wie folgt verordnet, dass Personen ohne die Approbation als Ärztin oder Arzt zu besitzen ein wissenschaftliches Studium oder Studium der Tiermedizin abgeschlossen haben und am 1. Januar 2017 seit mindestens 15 Jahren nachweislich als Krankenhaushygieniker mit entsprechenden Aufgaben tätig sind, weiterhin die Funktion des Krankenhaushygienikers wahrnehmen dürfen.
Einige Landesärztekammern haben die Möglichkeit geschaffen, eine ärztliche Zusatzbezeichnung Krankenhaushygiene durch Absolvieren einer curriculären Fortbildung zu erwerben. Nach einer Praxisphase unter Aufsicht dürfen die so weitergebildeten Ärzte dann ebenfalls als Krankenhaushygieniker eingesetzt werden.
Gemäß Richtlinie des Robert Koch-Instituts (RKI) soll in Akutkrankenhäusern mit über 400 Betten ein hauptamtlicher Krankenhaushygieniker beschäftigt werden.
In Kliniken ohne hauptamtlichen Krankenhaushygieniker (oder mit externer Betreuung) werden die Aufgaben ganz oder teilweise durch den sog. „Hygienebeauftragten Arzt“ wahrgenommen, der in der Regel nur über eine Kursfortbildung verfügt.

## Voraussetzungen
Die 60-monatige Weiterbildungszeit ist in landesspezifischen Weiterbildungsordnungen der Ärztekammern geregelt.

## Aufgaben
weitere Aufgaben des Krankenhaushygienikers:
- Hygiene-Begehungen
- Erstellung von Hygieneplänen
- Hygieneüberwachung
- Festlegung und Überwachung von Desinfektionsmaßnahmen
- Fortbildung des Krankenhauspersonals Bereichen
- Hygienisch-mikrobiologische Überprüfungen und Untersuchungen
- Aufklärung von Infektionshäufungen
- Erstellung und Auswertung von Infektions- und Resistenzstatistiken
- Beratung bei der Beschaffung von medizinischen Geräten, Medizinprodukten, Sterilisations- und Desinfektionsgeräten und Desinfektionsmitteln
- Beratung bei Neu- und Umbaumaßnahmen
- Zusammenarbeit mit Aufsichtsbehörden (z. B. Gesundheitsamt)